# Muntar Alam Lama
Muntar Alam Lama is een bestuurslaag in het regentschap Lahat van de provincie Zuid-Sumatra, Indonesië. Muntar Alam Lama telt 261 inwoners (volkstelling 2010).